# آبي لنسترا
آبي لنسترا (بالهولندية: Abe Lenstra)‏ هو لاعب كرة قدم هولندي، ولد في 27 نوفمبر 1920 في هيرينفين في هولندا، وتوفي في 2 سبتمبر 1985 في هيرينفين ‏ في هولندا. شارك مع منتخب هولندا لكرة القدم. أما مع النوادي، فقد لعب مع نادي هيرنفين.

## مسيرته
لعب لينسترا لمجموعة من الأندية ومع ذلك، كان مع هيرنفين VV Heerenveen (الاسم السابق لليوم الحالي SC Heerenveen) حيث تم اختياره لأول مرة للمنتخب الهولندي. عندما تم تقديم كرة قدم احترافية في هولندا عام 1954 ، انتقل آبي لينسترا البالغ من العمر 33 عامًا من نادي هيرنفين إلى انشيده SC Enschede حيث ضيع أفضل فرصة له على الإطلاق للفوز باللقب الهولندي: في عام 1958 ، خسر إنشيده نهائي الدوري الأول والأخير بعد 180 دقيقة من أوتريخت. في عام 1960 ، انتقل إلى منافسيه انشيدس بويز Enschedese Boys ، حيث أنهى حياته المهنية في عام 1963.
مع المنتخب الوطني، الذي لعب فيه 47 مباراة دولية وسجل 33 هدفًا،  أقام شراكة مع لاعبين دوليين آخرين.كان معروفًا بالتمسك بمبادئه واعتراضه على اللعب في الفريق الوطني إذا لم يتم اختياره للمنصب الذي يفضله.
كان لينسترا هو الذي وضع اسم هيرنفين على خريطة كرة القدم، حيث تمت الإشارة أيضًا إلى النادي باسم "Abeveen". في عام 1977 ، بعد فترة طويلة من تقاعده من كرة القدم، تم تشخيص إصابته بنزيف في المخ وقضى بقية حياته باستخدام كرسي متحرك. توفي في عام 1985 ، أي قبل أيام قليلة من أول مباراة دولية على الإطلاق في الملعب والتي تحمل اسمه بعد عام.

## وصلات خارجية
- آبي لنسترا على موقع قاعدة بيانات كرة القدم.إي يو (الإنجليزية)
- آبي لنسترا على موقع ناشيونال فوتبول تيمز (الإنجليزية)
- آبي لنسترا على موقع أوليمبيديا (الإنجليزية)
- آبي لنسترا على موقع ميوزك برينز (الإنجليزية)